# Davida Gareja Lavra
David Gareja Lavra ali Davidova Lavra (gruzijsko: დავითის ლავრა, translit: davitis lavra) je zgodovinski in arhitekturni spomenik znotraj samostanskega kompleksa David Gareja. Zgrajen je bil v prvi polovici 6. stoletja pod vodstvom sv. Davida Gareja .

## Značilnost
Samostan ima več stavb iz 6.-18. stoletja, ki so bile namenjene uporabi kot cerkve, menihom in obiskovalcem. Obdaja ga obrambno obzidje z zaobljenimi stolpi.
V središču je stara cerkev z zvonikom nad vhodom.
Stoji na gorskem območju, bogatem z jamami. V samostanu so izdelali sistem za zbiranje, filtriranje in uporabo deževnice, ki je pronicala z gore. Voda neprestano kaplja in se nabira v eni od jam pri vstopu v kompleks. Po legendi se ta jama imenuje Davidova solza.

### Cerkev apostola Janeza
Največja in najpomembnejša zgradba v kompleksu je cerkev apostola Janeza. Stoji v osrčju kompleksa in je bila zgrajena v 12. stoletju z rdečimi ploščicami.
Severna stena cerkve, obnovljena v 18. stoletju, je okrašena s stenskimi slikami, ki prikazujejo različna obdobja iz življenja Davida Gareje.